# خليل المزين
خليل إبراهيم عبد الله المزين، نائب سابق في مجلس الأمة الكويتي.

## سيرته
خاض انتخابات مجلس الأمة الكويتي 1963 في الدائرة الخامسة، وحصل على 537 صوت وحل بالمركز الخامس وفاز بالانتخابات ، وشارك في انتخابات مجلس الأمة الكويتي 1967 في الدائرة الخامسة، وحصل على 856 صوت وحل بالمركز الخامس وفاز بالانتخابات.